# Panorpa
Panorpa is een geslacht van schorpioenvliegen (Mecoptera) uit de familie van de schorpioenvliegen (Panorpidae). 

## Soorten
Het geslacht omvat de volgende soorten:
- Panorpa accola Byers, 2011
- Panorpa acicularis Byers, 2001
- Panorpa aculeata Byers, 2001
- Panorpa acuminata Byers, 1993
- Panorpa acuta Carpenter, 1931
- Panorpa akasakai Issiki, 1929
- Panorpa alpina Rambur, 1842
- Panorpa amamiensis Miyamoto & Makihara, 1984
- Panorpa americana Swederus, 1787
- Panorpa amurensis McLachlan, 1872
- Panorpa angustistriata Issiki, 1929
- Panorpa annexa McLachlan, 1869
- Panorpa anomala Carpenter , 1931
- Panorpa anrenensis Chou & Wang, 1987
- Panorpa antiporum Nagler, 1968
- Panorpa apiconebulosa Issiki, 1929
- Panorpa apiculata Byers, 2000
- Panorpa appalachia Byers, 2002
- Panorpa approximata Esben-Petersen, 1915
- Panorpa arakavae Miyake, 1913
- Panorpa arcuata (Navás, 1912)
- Panorpa aspoecki Willmann, 1973
- Panorpa attenuata Byers, 1996
- Panorpa aurea Cheng, 1957
- Panorpa azteca Byers, 1958
- Panorpa babai Miyamoto, 1979
- Panorpa banksi Hine, 1901
- Panorpa banksiana Penny & Byers, 1979
- Panorpa baohwashana Cheng, 1957
- Panorpa bichai Byers , 1993
- Panorpa bicornifera Chou & Wang, 1981
- Panorpa bicornuta McLachlan, 1887
- Panorpa bifasciata Chou & Wang, 1981
- Panorpa bifida Carpenter , 1935
- Panorpa bimacula Byers, 1996
- Panorpa bistriata Issiki, 1929
- Panorpa bonis Cheng, 1949
- Panorpa braueri Carpenter , 1931
- Panorpa brevititilana Issiki, 1929
- Panorpa bunun Issiki, 1929
- Panorpa capillata Byers, 1996
- Panorpa carolinensis Banks, 1905
- Panorpa carpenteri Cheng, 1957
- Panorpa caucasica McLachlan, 1869
- Panorpa centralis Tjeder, 1936
- Panorpa chengi Chou, 1981
- Panorpa cheni Cheng, 1957
- Panorpa chiensis Cheng, 1953
- Panorpa choctaw Byers , 1993
- Panorpa cladocerca Navás, 1935
- Panorpa claripennis Hine, 1901
- Panorpa clavigera Klapálek, 1902
- Panorpa cognata Rambur, 1842
- Panorpa communis Linnaeus, 1758
- Panorpa concolor E.-P., 1915
- Panorpa confinis Byers, 1993
- Panorpa connexa McLachlan, 1869
- Panorpa consuetudinis Snodgrass, 1927
- Panorpa contorta Byers, 1996
- Panorpa conversa Byers, 2001
- Panorpa coomani Cheng, 1957
- Panorpa coreana Okamoto, 1925
- Panorpa cornigera McLachlan, 1887
- Panorpa curva Carpenter, 1938
- Panorpa davidi Navás, 1908
- Panorpa debilis Westwood , 1846
- Panorpa deceptor E.-P., 1915
- Panorpa decolorata Chou & Wang, 1981
- Panorpa diceras McLachlan, 1894
- Panorpa dichotoma Miyamoto, 1977
- Panorpa difficilis Carpenter, 1938
- Panorpa dissimilis Carpenter, 1931
- Panorpa dividilacinia Bicha, 2006
- Panorpa dubia Chou & Wang, 1981
- Panorpa dubitans Carpenter, 1931
- Panorpa emarginata Cheng, 1949
- Panorpa ensigera Bicha, 1983
- Panorpa esakii Issiki, 1929
- Panorpa falsa Issiki & Cheng, 1947
- Panorpa ferruginea Byers, 1993
- Panorpa filina Chou & Wang, 1987
- Panorpa flavicorporis Cheng, 1957
- Panorpa flavipennis Carpenter, 1938
- Panorpa flexa Carpenter , 1935
- Panorpa floridana Byers, 1993
- Panorpa fluvicaudaria Miyake, 1910
- Panorpa fructa Cheng, 1949
- Panorpa fukiensis Tjeder, 1951
- Panorpa fulvastra Chou, 1981
- Panorpa fusca Byers, 2001
- Panorpa galerita Byers, 1962
- Panorpa galloisi Miyake, 1911
- Panorpa germanica Linnaeus, 1758
- Panorpa gladiata Byers, 2000
- Panorpa globulifera Miyamoto, 1994
- Panorpa gokaensis Miyake, 1910
- Panorpa gracilis Carpenter, 1931
- Panorpa grahamana Cheng, 1957
- Panorpa gressitti Byers, 1970
- Panorpa guidongensis Chou & Li, 1987
- Panorpa guttata Navás, 1908
- Panorpa hageniana Willmann, 1975
- Panorpa hakusanensis Miyake, 1913
- Panorpa hamata Issiki & Cheng, 1947
- Panorpa helena Byers, 1962
- Panorpa hispida Byers, 1993
- Panorpa hiurai Miyamoto, 1985
- Panorpa horiensis Issiki, 1929
- Panorpa horni Navás, 1928
- Panorpa hungerfordi Byers, 1973
- Panorpa hybrida McLachlan, 1882
- Panorpa immaculata Esben-Petersen, 1915
- Panorpa implicata Cheng, 1957
- Panorpa indivisa Martynova, 1957
- Panorpa insigna Bicha, 2006
- Panorpa insolens Carpenter, 1935
- Panorpa involuta Byers, 1996
- Panorpa ishiharai Miyamoto, 1994
- Panorpa isolata Carpenter, 1931
- Panorpa issikiana Byers, 1970
- Panorpa issikii Penny & Byers, 1979
- Panorpa japonica Thunberg, 1784
- Panorpa kagomontana Miyamoto, 1979
- Panorpa kelloggi Cheng, 1957
- Panorpa kimminsi Carpenter, 1948
- Panorpa kiusiuensis Issiki, 1929
- Panorpa klapperichi Tjeder, 1951
- Panorpa kongosana Okamoto, 1925
- Panorpa lacedaemonia Lauterbach, 1972
- Panorpa lachlani Navás, 1930
- Panorpa latipennis Hine, 1901
- Panorpa leai Cheng, 1949
- Panorpa leucoptera Uhler, 1858
- Panorpa lewisi McLachlan, 1887
- Panorpa lintienshana Cheng, 1952
- Panorpa longicornis Carpenter , 1931
- Panorpa longiramina Issiki & Cheng, 1947
- Panorpa longititilana Issiki, 1929
- Panorpa lugubris Swederus , 1787
- Panorpa lutea Carpenter, 1945
- Panorpa luteola Byers, 2001
- Panorpa maculosa Hagen, 1861
- Panorpa magna Chou, 1981
- Panorpa malaisei Byers, 1999
- Panorpa mangshanensis Chou & Wang, 1987
- Panorpa meridionalis Rambur, 1842
- Panorpa mexicana Banks, 1913
- Panorpa michoacana Byers, 2011
- Panorpa mirabilis Carpenter, 1931
- Panorpa mixteca Bicha, 2006
- Panorpa miyakeiella Miyamoto, 1985
- Panorpa mokansana Cheng, 1957
- Panorpa mucronata Byers, 1996
- Panorpa multifasciaria Miyake, 1910
- Panorpa nanwutaina Chou, 1981
- Panorpa nebulosa Westwood, 1846
- Panorpa neglecta Carpenter , 1931
- Panorpa neospinosa Chou & Wang, 1981
- Panorpa nigrirostris McLachlan, 1882
- Panorpa nipponensis Navás, 1908
- Panorpa nokoensis Issiki, 1929
- Panorpa nudiramus Byers, 2002
- Panorpa nuptialis Gerstaecker , 1863
- Panorpa obliqua Carpenter, 1945
- Panorpa obliquifasciata Chou & Wang, 1987
- Panorpa obtusa Cheng, 1949
- Panorpa ochraceocauda Issiki, 1927
- Panorpa ochraceopennis Miyake, 1910
- Panorpa oconee Byers, 1993
- Panorpa okamotona Issiki, 1927
- Panorpa orientalis McLachlan, 1887
- Panorpa pachymera Byers, 1993
- Panorpa pallidimaculata Issiki, 1929
- Panorpa palustris Byers, 1958
- Panorpa pectinata Issiki, 1929
- Panorpa penicillata Byers , 1962
- Panorpa peterseana Issiki, 1927
- Panorpa picta Hagen, 1863
- Panorpa pieli Cheng, 1957
- Panorpa pieperi Willmann, 1975
- Panorpa pingjiangensis Chou & Wang, 1987
- Panorpa planicola Byers, 1993
- Panorpa plitvicensis Lauterbach, 1972
- Panorpa pryeri McLachlan, 1875
- Panorpa pseudoalpina Nagler, 1970
- Panorpa punctata Klug, 1838
- Panorpa pura Klapálek, 1906
- Panorpa pusilla Cheng, 1949
- Panorpa qinlingensis Chou & Ran, 1981
- Panorpa quadrifasciata Chou & Wang, 1987
- Panorpa ramosa Byers, 1996
- Panorpa rantaisanensis Issiki, 1929
- Panorpa reclusa Byers, 1996
- Panorpa reni Chou, 1981
- Panorpa robusta Carpenter , 1931
- Panorpa rufa Gray, 1832
- Panorpa rufescens Rambur , 1842
- Panorpa rufostigma Westwood, 1846
- Panorpa rupeculana Byers, 1993
- Panorpa schweigeri Willmann, 1975
- Panorpa scopulifera Byers, 1993
- Panorpa semifasciata Cheng, 1949
- Panorpa sentosa Byers, 1997
- Panorpa serta Byers, 1996
- Panorpa setifera Webb, 1974
- Panorpa sexspinosa zhongnanensis Chou & Wang, 1981
- Panorpa shanyangensis Chou & Wang, 1981
- Panorpa shibatai Issiki, 1929
- Panorpa sibirica Esben-Petersen, 1915
- Panorpa sigmoides Carpenter, 1931
- Panorpa similis Esben-Petersen, 1915
- Panorpa sonani Issiki, 1929
- Panorpa speciosa Carpenter , 1931
- Panorpa statura Cheng, 1949
- Panorpa stigmalis Navás, 1908
- Panorpa stotzneri Esben-Petersen, 1934
- Panorpa striata Miyake, 1908
- Panorpa subambra Chou & Tong, 1987
- Panorpa subaurea Chou & Li, 1987
- Panorpa subfurcata Westwood, 1842
- Panorpa submaculosa Carpenter, 1931
- Panorpa subulifera Byers , 1962
- Panorpa susteri Nagler, 1970
- Panorpa taiheisanensis Issiki, 1929
- Panorpa taiwanensis Issiki, 1929
- Panorpa takenouchii Miyake, 1908
- Panorpa tatvana Willmann, 1974
- Panorpa tecta Byers, 2002
- Panorpa terminata Klug, 1838
- Panorpa tetrazonia Navás, 1935
- Panorpa teziutlana Byers, 2011
- Panorpa thompsoni Cheng, 1957, Japan
- Panorpa thrakica Willmann, 1976
- Panorpa titschacki Esben-Petersen, 1934
- Panorpa tjederi Carpenter, 1938
- Panorpa tribulosa Byers, 2000
- Panorpa trifasciata Cheng, 1957
- Panorpa tritaenia Chou & Li, 1987
- Panorpa trizonata Miyake, 1908
- Panorpa truncata Byers, 1997
- Panorpa tsunekatanis Issiki , 1929
- Panorpa tsushimaensis Miyamoto, 1979
- Panorpa turcica Willmann, 1975
- Panorpa typicoides Cheng, 1949
- Panorpa umbricola Bicha, 2006
- Panorpa venosa Westwood, 1846
- Panorpa vernalis Byers, 1973
- Panorpa virginica Banks, 1906
- Panorpa vulgaris Imhoff & Labram, 1845
- Panorpa wangwushana Huang, Hua & Shen, 2004
- Panorpa waongkehzingi Navás, 1935
- Panorpa wormaldi McLachlan, 1875
- Panorpa wrightae Cheng, 1957
- Panorpa yangi Chou, 1981
- Panorpa yiei Issiki & Cheng, 1947